# Мирово (Старозагорская область)
Мирово (болг. Мирово) — село в Болгарии. Находится в Старозагорской области, входит в общину Братя-Даскалови. Население составляет 754 человека.

## Политическая ситуация
В местном кметстве Мирово, в состав которого входит Мирово, должность кмета (старосты) исполняет Димитр Костадинов Мурджов (коалиция в составе 4 партий: ВМРО — Болгарское национальное движение, Демократы за сильную Болгарию (ДСБ), Земледельческий народный союз (ЗНС), Союз демократических сил (СДС)) по результатам выборов правления кметства.
Кмет (мэр) общины Братя-Даскалови — Ваня Тодорова Стоева (коалиция партий: Болгарская социалистическая партия (БСП), национальное движение «Симеон Второй» (НДСВ)) по результатам выборов в правление общины.